# Zwarte roodborsttapuit
De zwarte roodborsttapuit (Saxicola caprata) is een kleine zangvogel die behoort tot de vliegenvangers, net als zijn verwant de roodborsttapuit. De Nederlandse naam is eigenlijk bizar, want deze vogel is overwegend zwart en wit, maar beslist niet rood.

## Kenmerken
De vogel is gemiddeld 15 cm lang en heeft ongeveer hetzelfde formaat en gedrag als een roodborsttapuit. Het mannetje is bijna geheel zwart met (afhankelijk van de ondersoort) witte vlekken op de schouder (vaak nauwelijks te zien) en stuit en onderstaartdekveren. Het vrouwtje en onvolwassen vogels zijn bruin gespikkeld met een donkere borst en lichte buik, stuit en onderstaartdekveren.

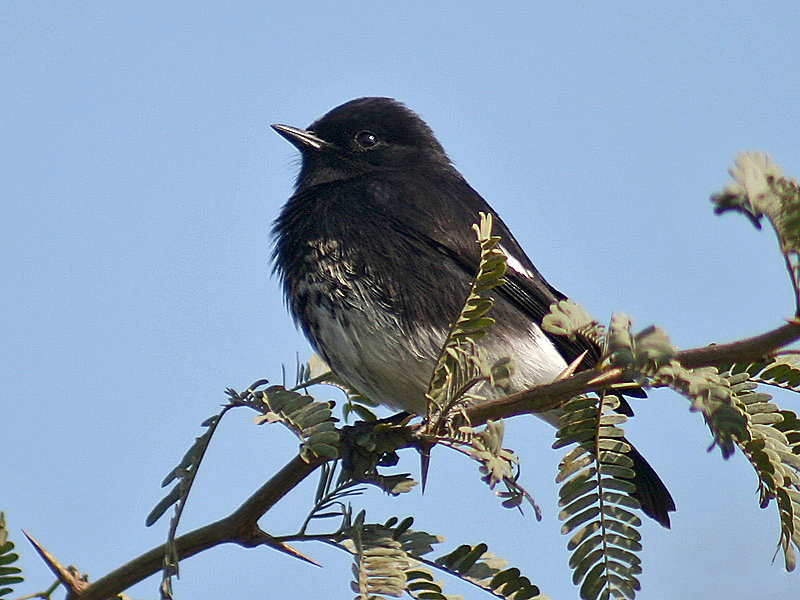
Mannetje (S. c. bicolor uit India)
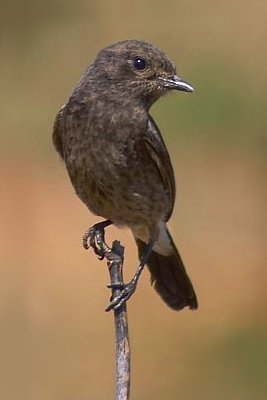
Vrouwtje
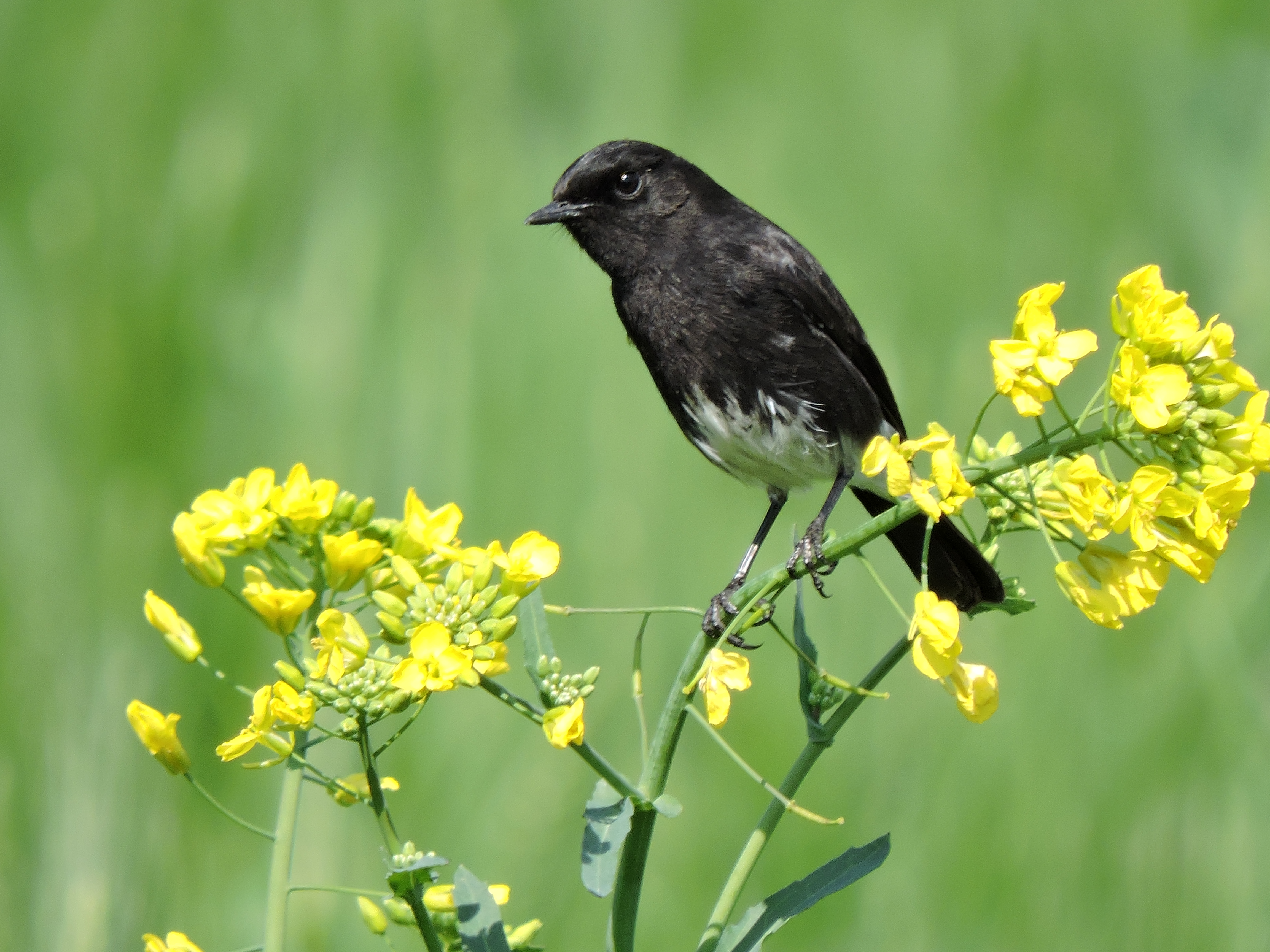

## Verspreiding en leefgebied
De zwarte roodborsttapuit heeft een zeer groot verspreidingsgebied dat reikt van het noordoosten van Iran tot ver in Nieuw-Guinea. Binnen dit gebied worden zestien ondersoorten onderscheiden:
- S. c. rossorum (Noordoost-Iran tot Kazachstan en Afghanistan, overwintert in Zuidwest-Azië)
- S. c. bicolor (Zuidoost-Iran, Pakistan en Noord-India)
- S. c. burmanicus (Midden- en Zuidoost-India tot Myanmar, Zuid-China, Thailand en Indochina)
- S. c. nilgiriensis (Zuidwest-India)
- S. c. atratus (Sri Lanka)
- S. c. caprata (het noorden van de Filipijnen)
- S. c. randi (Midden-Filipijnen)
- S. c. anderseni (Zuidoosten van de Filipijnen)
- S. c. fruticola (Java tot midden van de Kleine Soenda-eilanden)
- S. c. pyrrhonotus (oostelijke Kleine Soenda-eilanden)
- S. c. francki (Sumba)
- S. c. albonotatus (Sulawesi)
- S. c. cognatus (Babar)
- S. c. aethiops (het noorden van Nieuw-Guinea, Bismarck Archipel)
- S. c. belensis (West en Midden Nieuw-Guinea)
- S. c. wahgiensis (Oost Nieuw-Guinea)

Het is een vogel van open landschappen, agrarisch gebied, graslanden met heggen en ander struikgewas. Het is een cultuurvolger. Het is een algemeen voorkomende vogel, plaatselijk soms talrijk.

## Status
De grootte van de populatie is niet gekwantificeerd maar wordt stabiel geacht. Om deze redenen staat deze soort "roodborsttapuit" als niet bedreigd op de Rode Lijst van de IUCN.